# Aojda

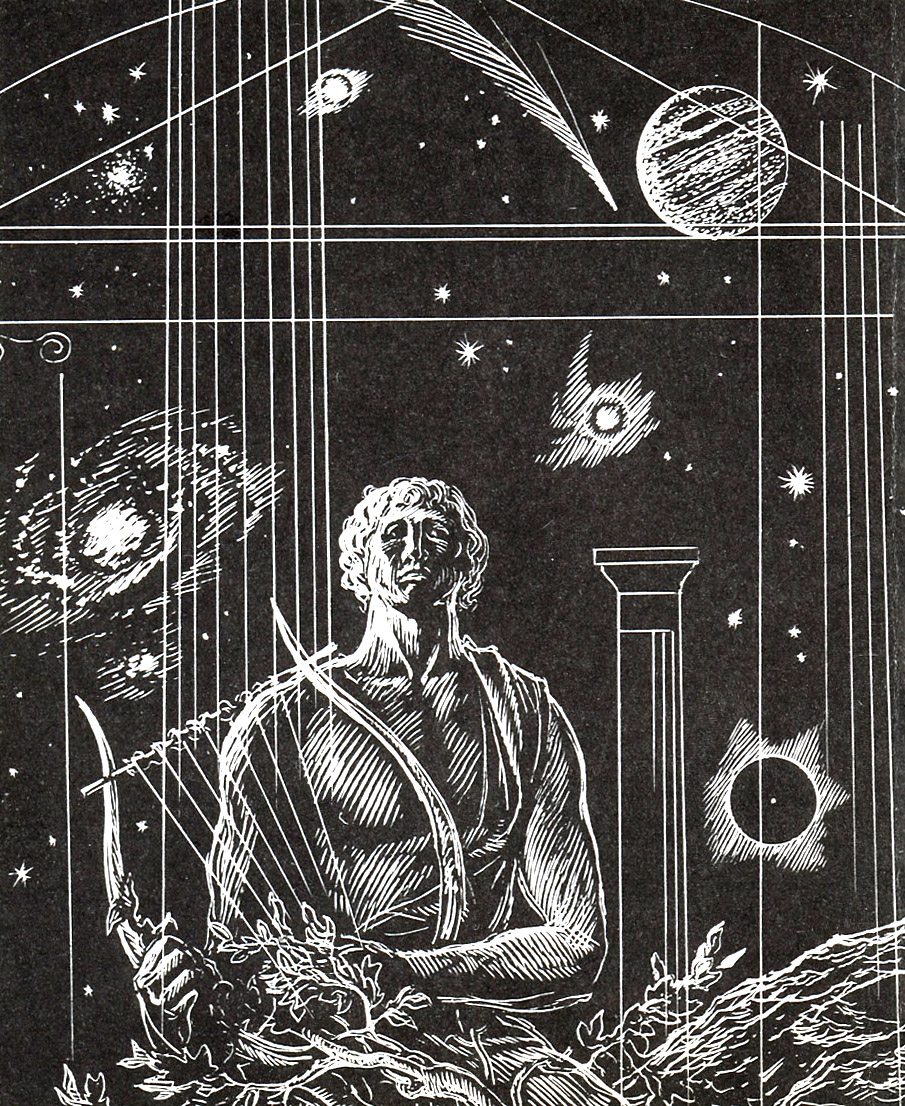
Aojda na tle nieba

Aojda (stgr. ἀοιδός aoidos; od „oda” – pieśń) – w starożytnej Grecji śpiewak odwiedzający dwory arystokratów, w których umilał czas zgromadzonych na ucztach biesiadników. Aojda w tworzonych przez siebie pieśniach epickich opiewał czyny bogów, herosów i bohaterów. Swoje pieśni najczęściej wykonywał przy akompaniamencie formingi.
Według starożytnych Greków najsławniejszym z aojdów był Homer.